# (6003) 1988 VO1
(6003) 1988 VO1 es un asteroide perteneciente al cinturón de asteroides, región del sistema solar que se encuentra entre las órbitas de Marte y Júpiter, más concretamente a la familia de Vesta, descubierto el 2 de noviembre de 1988 por Seiji Ueda y el astrónomo Hiroshi Kaneda desde el Kushiro Marsh Observatory, Hokkaido, Japón.

## Designación y nombre
Designado provisionalmente como 1988 VO1. 

## Características orbitales
1988 VO1 está situado a una distancia media del Sol de 2,344 ua, pudiendo alejarse hasta 2,625 ua y acercarse hasta 2,062 ua. Su excentricidad es 0,120 y la inclinación orbital 5,720 grados. Emplea 1310,81 días en completar una órbita alrededor del Sol.

## Características físicas
La magnitud absoluta de 1988 VO1 es 13,4.